# Гринчук Оксана Анатоліївна
Оксана Анатоліївна Гринчук (нар. 20 червня 1979, Чернівці) — українська менеджерка, політична діячка. Народний депутат України 9-го скликання.

## Життєпис
Закінчила математичний факультет Чернівецького національного університету імену Юрія Федьковича.
Гринчук є менеджеркою готельного господарства.
Вона працювала у секторі маркетингу ПрАТ «Київстар».
Кандидатка у народні депутати від партії «Слуга народу» на парламентських виборах 2019 року, № 67 у списку. На час виборів була менеджеркою готельного бізнесу ТОВ "Бізнес-центр «Буковина», безпартійна, проживала в Чернівцях.
Член Комітету Верховної Ради України з питань Регламенту, депутатської етики та організації роботи Верховної Ради України, голова підкомітету з питань забезпечення діяльності Верховної Ради України.
У серпні 2021 року стало відомо, що депутатка задекларувала свій автомобіль марки Infinyty QX50 вартістю понад 200 тис. грн, як сільськогосподарську техніку.